# Morti nel 1912
| Questa pagina contiene informazioni ricavate automaticamente dalle voci biografiche con l'ausilio del template Bio e di un bot. L'aggiornamento è periodico e automatico e ricostruisce completamente la pagina. Se manca una persona in questa lista, sei pregato di non aggiungerla, ma accertati piuttosto che la sua voce biografica contenga il template Bio e che i dati anagrafici siano correttamente compilati. Se il template Bio manca, inseriscilo tu stesso o, in alternativa, metti l'avviso {{tmp\|Bio}} che ne segnala la mancanza. Se i dati riportati sono sbagliati, correggi direttamente la voce biografica; le modifiche saranno visibili in questa lista entro pochi giorni. Per chiarimenti vedi il progetto biografie. La lista contiene solo le 469 persone che sono citate nell'enciclopedia e per le quali è stato implementato correttamente il template Bio. Pagina aggiornata al 10 ago 2025. |

## Gennaio(46)
- 2 gennaio - Mary Grosvenor, nobildonna inglese (n. 1821)
- 2 gennaio - Emile Pradignat, scacchista francese (n. 1843)
- 2 gennaio - Henri Rouart, ingegnere e pittore francese (n. 1833)
- 3 gennaio - Felix Dahn, scrittore e giurista tedesco (n. 1834)
- 3 gennaio - Heinrich Gerber, ingegnere tedesco (n. 1832)
- 3 gennaio - Harald Scharff, ballerino e attore teatrale danese (n. 1836)
- 4 gennaio - Mario Rapisardi, poeta, traduttore e italianista italiano (n. 1844)
- 5 gennaio - Aureliano de Beruete, pittore spagnolo (n. 1845)
- 5 gennaio - Ottorino Giera, politico italiano (n. 1841)
- 5 gennaio - Achille Tedeschi, patriota e politico italiano (n. 1841)
- 6 gennaio - Georg Achen, pittore danese (n. 1860)
- 6 gennaio - Bruno Pelaggi, poeta e scultore italiano (n. 1837)
- 6 gennaio - Giovanni Battista Unterveger, fotografo italiano (n. 1833)
- 8 gennaio - Dario Mattei Gentili, arcivescovo cattolico italiano (n. 1842)
- 10 gennaio - Gilbert La Lasseur de Ranzay, aviatore francese (n. 1885)
- 11 gennaio - Pellegrino Molossi, giornalista e editore italiano (n. 1844)
- 11 gennaio - Francesco Rossi, egittologo italiano (n. 1827)
- 12 gennaio - Luigi Donato Ventura, scrittore italiano (n. 1845)
- 14 gennaio - Salomon Lefmann, filologo tedesco (n. 1831)
- 14 gennaio - Otto Liebmann, filosofo tedesco (n. 1840)
- 14 gennaio - Giacinto Satta, scrittore, artista e politico italiano (n. 1851)
- 15 gennaio - Bruno Mugellini, pianista, compositore e insegnante italiano (n. 1871)
- 15 gennaio - Joseph Maria von Radowitz, diplomatico e politico tedesco (n. 1839)
- 16 gennaio - Alfred Fouillée, filosofo e sociologo francese (n. 1838)
- 16 gennaio - Georg Heym, scrittore tedesco (n. 1887)
- 16 gennaio - Pietro Scaratti, patriota e militare italiano (n. 1840)
- 18 gennaio - Pietro Cotti, magistrato, avvocato e politico italiano (n. 1826)
- 18 gennaio - Hermann Winkelmann, tenore tedesco (n. 1849)
- 19 gennaio - Alessandro Bavona, arcivescovo cattolico italiano (n. 1856)
- 20 gennaio - Charles Howard, X conte di Carlisle, nobile, militare e politico britannico (n. 1867)
- 23 gennaio - Antonietta Klitsche de la Grange, scrittrice e giornalista italiana (n. 1832)
- 24 gennaio - Paul Duproix, scrittore svizzero (n. 1851)
- 24 gennaio - Giuseppe Cesare Molineri, scrittore, poeta e giornalista italiano (n. 1847)
- 25 gennaio - Dmitrij Alekseevič Miljutin, generale e politico russo (n. 1816)
- 25 gennaio - Silvestro Petrini, patriota e imprenditore italiano (n. 1812)
- 26 gennaio - Cesare Pollini, pianista e compositore italiano (n. 1858)
- 27 gennaio - Alexandre Bisson, commediografo, romanziere e librettista francese (n. 1848)
- 28 gennaio - Eloy Alfaro, politico ecuadoriano (n. 1842)
- 28 gennaio - Gustave de Molinari, economista belga (n. 1819)
- 29 gennaio - Herman Bang, scrittore danese (n. 1857)
- 29 gennaio - Alexander Duff, I duca di Fife, nobile britannico (n. 1849)
- 29 gennaio - Anna LoPizzo, sindacalista italiana (n. 1878)
- 29 gennaio - Bronisław Markiewicz, religioso e presbitero polacco (n. 1842)
- 30 gennaio - Luis Cordero Crespo, politico ecuadoriano (n. 1833)
- 30 gennaio - Arthur Hamilton-Gordon, politico scozzese (n. 1829)
- 30 gennaio - Julius Leopold Pagel, medico tedesco (n. 1851)

## Febbraio(36)
- 2 febbraio - Josef Ettlinger, filologo, critico letterario e traduttore tedesco (n. 1869)
- 3 febbraio - Urbano Sacchetti, VI marchese di Castelromano, nobile italiano (n. 1835)
- 4 febbraio - Gus Mears, imprenditore britannico (n. 1873)
- 4 febbraio - Cesare Nerazzini, militare e diplomatico italiano (n. 1849)
- 4 febbraio - Franz Reichelt, inventore austriaco (n. 1878)
- 5 febbraio - Botho zu Eulenburg, nobiluomo e politico prussiano (n. 1831)
- 6 febbraio - Jack Guiney, pesista statunitense (n. 1882)
- 7 febbraio - Enrico Gismondi, orientalista italiano (n. 1850)
- 7 febbraio - Sophia Jex-Blake, medico inglese (n. 1840)
- 8 febbraio - Constant-Désiré Despradelle, architetto francese (n. 1862)
- 8 febbraio - Antonio Gonelli-Cioni, pedagogista italiano (n. 1854)
- 9 febbraio - Giuseppe Costa, pittore italiano (n. 1852)
- 9 febbraio - Charles Loyson, presbitero, predicatore e scrittore francese (n. 1827)
- 10 febbraio - Joseph Lister, medico britannico (n. 1827)
- 10 febbraio - Karl Penka, antropologo austriaco (n. 1847)
- 11 febbraio - Germano Muʿaqqad, arcivescovo cattolico siriano (n. 1852)
- 11 febbraio - Şayeste Hanim, principessa abcasa (n. 1838)
- 12 febbraio - Gerhard Armauer Hansen, dermatologo norvegese (n. 1841)
- 12 febbraio - Hippolyte Langlois, generale francese (n. 1839)
- 13 febbraio - Laura Williamina Seymour, nobile britannica (n. 1832)
- 14 febbraio - Antonio Emo Capodilista, politico e imprenditore italiano (n. 1837)
- 16 febbraio - Nicola del Giappone, monaco cristiano e teologo russo (n. 1836)
- 17 febbraio - Edgar Evans, esploratore e militare gallese (n. 1876)
- 17 febbraio - Alois Lexa von Aehrenthal, politico e diplomatico austriaco (n. 1854)
- 19 febbraio - Adelchi Negri, patologo, batteriologo e virologo italiano (n. 1876)
- 21 febbraio - Osborne Reynolds, fisico e ingegnere britannico (n. 1842)
- 22 febbraio - Giovanni Battista Derchi, pittore e decoratore italiano (n. 1879)
- 22 febbraio - Sriram Chandra Bhanj Deo, principe indiano (n. 1870)
- 24 febbraio - Jules Joseph Lefebvre, pittore francese (n. 1836)
- 25 febbraio - Guglielmo IV di Lussemburgo, nobile (n. 1852)
- 26 febbraio - Bernardino Caballero, militare e politico paraguaiano (n. 1839)
- 26 febbraio - Eugène Carpezat, scenografo francese (n. 1836)
- 27 febbraio - Riccardo De Caroli, militare italiano (n. 1878)
- 28 febbraio - Alessandro Codivilla, medico e chirurgo italiano (n. 1861)
- 28 febbraio - Gerardo Meloni, orientalista italiano (n. 1882)
- 29 febbraio - Heinrich Nissen, storico tedesco (n. 1839)

## Marzo(45)
- 1º marzo - Louis Babel, religioso, linguista e geografo svizzero (n. 1826)
- 1º marzo - Edward Blake, politico canadese (n. 1833)
- 1º marzo - George Grossmith, attore, compositore e cantante inglese (n. 1847)
- 1º marzo - Ludvig Holstein-Ledreborg, politico danese (n. 1839)
- 2 marzo - Augusto Armellini, politico italiano
- 2 marzo - Vilém Mrštík, scrittore ceco (n. 1863)
- 2 marzo - Franz Seraph von Pfistermeister, funzionario tedesco (n. 1830)
- 3 marzo - Rodolfo Boselli, militare italiano (n. 1887)
- 3 marzo - Michele D'Angelo, militare italiano (n. 1868)
- 3 marzo - Oskar Enkvist, ammiraglio russo (n. 1849)
- 3 marzo - Raymond Saleilles, giurista francese (n. 1855)
- 4 marzo - Augusto Aubry, ammiraglio e politico italiano (n. 1849)
- 5 marzo - Luigi Valenti Serini, politico italiano
- 6 marzo - Modesto Parlatore, scultore e architetto italiano (n. 1849)
- 6 marzo - Camillo Tassi, avvocato e politico italiano (n. 1849)
- 9 marzo - Antonio Maffi, politico italiano (n. 1850)
- 9 marzo - Giacinta Martini Marescotti, giornalista italiana (n. 1844)
- 10 marzo - José C. Paz, politico, giornalista e filantropo argentino (n. 1842)
- 14 marzo - Angelica Cioccari Solichon, pedagogista e insegnante svizzera (n. 1827)
- 14 marzo - Cesare Coralli, carabiniere italiano (n. 1843)
- 14 marzo - Pëtr Nikolaevič Lebedev, fisico russo (n. 1866)
- 15 marzo - Cesare Arzelà, matematico italiano (n. 1847)
- 16 marzo - Elizabeth Forbes, pittrice canadese (n. 1859)
- 16 marzo - Louisa Hamilton, nobildonna scozzese (n. 1836)
- 17 marzo - George Wallace Melville, ammiraglio e ingegnere statunitense (n. 1841)
- 17 marzo - Domenico Mustafà, compositore, direttore di coro e cantante castrato italiano (n. 1829)
- 17 marzo - Lawrence Oates, ufficiale e esploratore britannico (n. 1880)
- 17 marzo - William Ross, politico canadese (n. 1824)
- 18 marzo - August Thon, giurista tedesco (n. 1839)
- 20 marzo - Maria Josefa Sancho de Guerra, religiosa spagnola (n. 1842)
- 21 marzo - Giacomo Sani, militare e politico italiano (n. 1833)
- 23 marzo - Hugh Seymour, VI marchese di Hertford, politico e ufficiale inglese (n. 1843)
- 25 marzo - Emanuele Basile, magistrato e patriota italiano (n. 1837)
- 25 marzo - Giuseppe Capruzzi, avvocato e politico italiano (n. 1847)
- 25 marzo - Antonio Pacinotti, patriota, politico e scienziato italiano (n. 1841)
- 25 marzo - Adalbert J. Volck, odontoiatra e fumettista tedesco (n. 1828)
- 26 marzo - Nikolaj Kornil'evič Pimonenko, pittore ucraino (n. 1862)
- 27 marzo - Tibor von Földváry, pattinatore artistico su ghiaccio ungherese (n. 1863)
- 27 marzo - Francesco Matteucci, politico italiano (n. 1847)
- 29 marzo - Henry Robertson Bowers, esploratore e navigatore scozzese (n. 1883)
- 29 marzo - John Gerrard Keulemans, pittore e illustratore olandese (n. 1842)
- 29 marzo - Robert Falcon Scott, marinaio e esploratore britannico (n. 1868)
- 29 marzo - Edward Adrian Wilson, esploratore, medico e naturalista britannico (n. 1872)
- 30 marzo - Karl May, scrittore tedesco (n. 1842)
- 30 marzo - Emilio Teza, linguista, glottologo e traduttore italiano (n. 1831)

## Aprile(50)
- 1º aprile - Paul Brousse, politico francese (n. 1844)
- 6 aprile - Richard Frommel, ginecologo tedesco (n. 1854)
- 6 aprile - Giovanni Pascoli, poeta e critico letterario italiano (n. 1855)
- 9 aprile - Ettore Filippini, patriota italiano (n. 1841)
- 10 aprile - Ernst Christian Achelis, teologo tedesco (n. 1838)
- 11 aprile - Vera Konstantinovna Romanova, nobile russa (n. 1854)
- 12 aprile - Clara Barton, insegnante statunitense (n. 1821)
- 12 aprile - Janez Mencinger, scrittore sloveno (n. 1838)
- 13 aprile - Takuboku Ishikawa, poeta giapponese (n. 1886)
- 14 aprile - Henri Brisson, politico francese (n. 1835)
- 15 aprile - Thomas Andrews, progettista britannico (n. 1873)
- 15 aprile - John Jacob Astor IV, imprenditore, inventore e scrittore statunitense (n. 1864)
- 15 aprile - Joseph Bell, marittimo britannico (n. 1861)
- 15 aprile - Giuseppe Cerulli Irelli, politico italiano (n. 1846)
- 15 aprile - Roderick Chisholm, progettista britannico (n. 1868)
- 15 aprile - William Denton Cox, marinaio inglese (n. 1883)
- 15 aprile - Thomas Byles, presbitero inglese (n. 1870)
- 15 aprile - Archibald Butt, giornalista e ufficiale statunitense (n. 1865)
- 15 aprile - George Dunton Widener, imprenditore statunitense (n. 1861)
- 15 aprile - Harry Elkins Widener, imprenditore statunitense (n. 1885)
- 15 aprile - Jacques Futrelle, scrittore e giornalista statunitense (n. 1875)
- 15 aprile - Luigi Gatti, imprenditore italiano (n. 1875)
- 15 aprile - Sidney Leslie Goodwin, inglese (n. 1910)
- 15 aprile - Benjamin Guggenheim, imprenditore statunitense (n. 1865)
- 15 aprile - John Harper, pastore protestante scozzese (n. 1872)
- 15 aprile - Wallace Hartley, violinista e direttore d'orchestra inglese (n. 1878)
- 15 aprile - Charles Melville Hays, imprenditore statunitense (n. 1856)
- 15 aprile - Jerome di Sandy Cove
- 15 aprile - James Paul Moody, marinaio britannico (n. 1887)
- 15 aprile - William McMaster Murdoch, marinaio britannico (n. 1873)
- 15 aprile - Jack Phillips, ufficiale britannico (n. 1887)
- 15 aprile - Edward Smith, comandante marittimo britannico (n. 1850)
- 15 aprile - William Thomas Stead, editore, giornalista e scrittore britannico (n. 1849)
- 15 aprile - Isidor Straus, imprenditore e politico tedesco (n. 1845)
- 15 aprile - John Borland Thayer, imprenditore statunitense (n. 1862)
- 15 aprile - Henry Tingle Wilde, marinaio britannico (n. 1872)
- 17 aprile - Giuseppe Rizzo, presbitero, politico e giornalista italiano (n. 1863)
- 18 aprile - Walter Clopton Wingfield, militare, inventore e tennista britannico (n. 1833)
- 19 aprile - Patricio Escobar, politico e militare paraguaiano (n. 1843)
- 20 aprile - Bram Stoker, scrittore irlandese (n. 1847)
- 22 aprile - Antonio Baroni, alpinista italiano (n. 1833)
- 22 aprile - Heinrich Unverricht, medico tedesco (n. 1853)
- 23 aprile - Alphonse Trémeau de Rochebrune, botanico e zoologo francese (n. 1836)
- 24 aprile - Stanislao Fadda, ingegnere italiano (n. 1846)
- 26 aprile - Hermann Zabel, botanico tedesco (n. 1832)
- 28 aprile - Jules Bonnot, anarchico francese (n. 1876)
- 29 aprile - Henri Bouckaert, canottiere francese (n. 1870)
- 29 aprile - Ferruccio Garavaglia, attore italiano (n. 1868)
- 29 aprile - Ṣubḥ-i Azal, religioso persiano (n. 1831)
- 30 aprile - Pietro Wührer, patriota e imprenditore italiano (n. 1847)

## Maggio(36)
- 1º maggio - Pietro Balestra, arcivescovo cattolico italiano (n. 1841)
- 2 maggio - Antonio D'Azevedo Maia, medico e docente portoghese (n. 1851)
- 2 maggio - Joseph Nathan, imprenditore britannico (n. 1835)
- 3 maggio - Marie-Léonie Paradis, religiosa canadese (n. 1840)
- 4 maggio - Vinzenz Maria Gredler, entomologo, botanico e naturalista austriaco (n. 1823)
- 4 maggio - Nettie Stevens, genetista e microbiologa statunitense (n. 1861)
- 5 maggio - Émile Decombes, pianista e docente francese (n. 1829)
- 5 maggio - Rafael Pombo, poeta, scrittore e linguista colombiano (n. 1833)
- 5 maggio - Federico Rossano, pittore italiano (n. 1835)
- 9 maggio - Nikolaj von der Osten-Sacken, diplomatico russo (n. 1831)
- 11 maggio - Giuseppe Lisio, italianista italiano (n. 1870)
- 12 maggio - Henri Peslier, pallanuotista e nuotatore francese (n. 1880)
- 13 maggio - Silvio Allason, pittore italiano (n. 1843)
- 13 maggio - Sophus Jacobsen, pittore norvegese (n. 1833)
- 14 maggio - Federico VIII di Danimarca, re danese (n. 1843)
- 14 maggio - August Strindberg, drammaturgo, scrittore e poeta svedese (n. 1849)
- 15 maggio - Nélie Jacquemart, pittrice e collezionista d'arte francese (n. 1841)
- 15 maggio - Albino Jara, militare paraguaiano (n. 1877)
- 16 maggio - Georgij Maksimilianovič di Leuchtenberg, principe russo (n. 1852)
- 18 maggio - Marie von Schleinitz, mecenate tedesca (n. 1842)
- 18 maggio - Eduard Strasburger, botanico tedesco (n. 1844)
- 19 maggio - Marcelino Menéndez Pelayo, scrittore e politico spagnolo (n. 1856)
- 19 maggio - Bolesław Prus, scrittore e giornalista polacco (n. 1847)
- 20 maggio - Giorgio Guglielmo di Hannover, principe tedesco (n. 1880)
- 20 maggio - Arcangelo Tadini, presbitero italiano (n. 1846)
- 21 maggio - Vincent Lorant-Heilbronn, regista, scenografo e pittore francese (n. 1874)
- 21 maggio - Eduardo de Martino, pittore, ufficiale e marinaio italiano (n. 1838)
- 21 maggio - Jakov Aleksandrovič Novikov, sociologo russo (n. 1849)
- 21 maggio - Johann Santner, alpinista austro-ungarico (n. 1840)
- 22 maggio - Gian Giacomo Felissent, politico, militare e pubblicista italiano (n. 1857)
- 25 maggio - Egisto Ferroni, pittore italiano (n. 1835)
- 26 maggio - Eduardo López de Romaña, politico peruviano (n. 1847)
- 26 maggio - Amalia in Baviera, duchessa tedesca (n. 1865)
- 28 maggio - Paul Émile Lecoq de Boisbaudran, chimico francese (n. 1838)
- 30 maggio - Fratelli Wright, pioniere dell'aviazione, ingegnere e inventore statunitense (n. 1867)
- 31 maggio - Wilhelm Blasius, ornitologo tedesco (n. 1845)

## Giugno(32)
- 1º giugno - Daniel Burnham, architetto statunitense (n. 1846)
- 1º giugno - Iakob Gogebashvili, pedagogista georgiano (n. 1840)
- 1º giugno - William Wilson, giornalista e allenatore di pallanuoto britannico (n. 1844)
- 2 giugno - Marie-Prosper-Adolphe de Bonfils, vescovo cattolico francese (n. 1841)
- 5 giugno - Costantino Pittei, matematico e astronomo italiano (n. 1839)
- 6 giugno - Giulio Ricordi, editore musicale italiano (n. 1840)
- 7 giugno - Johnny Behan, statunitense (n. 1844)
- 7 giugno - Albert Welti, pittore e incisore svizzero (n. 1862)
- 8 giugno - Milovan Milovanović, politico e diplomatico serbo (n. 1863)
- 8 giugno - Robert Penn, militare e vigile del fuoco statunitense (n. 1872)
- 9 giugno - Ion Luca Caragiale, drammaturgo e scrittore rumeno (n. 1852)
- 10 giugno - Anton Aškerc, poeta e presbitero sloveno (n. 1856)
- 10 giugno - Penčo Slavejkov, poeta bulgaro (n. 1866)
- 11 giugno - Léon Dierx, poeta francese (n. 1838)
- 11 giugno - Eugenio Ventura, politico e avvocato italiano (n. 1846)
- 12 giugno - Cesare Gazzani, militare italiano (n. 1884)
- 12 giugno - Frédéric Passy, politico e economista francese (n. 1822)
- 14 giugno - Ambrogio Doria, politico italiano (n. 1826)
- 15 giugno - Anatole Leroy-Beaulieu, storico e saggista francese (n. 1842)
- 16 giugno - Thomas Pollock Anshutz, pittore statunitense (n. 1851)
- 17 giugno - Joaquín Albarrán, medico cubano (n. 1860)
- 18 giugno - Salvatore Grita, scultore e critico d'arte italiano (n. 1828)
- 18 giugno - Giuseppe Picciola, scrittore, italianista e insegnante italiano (n. 1859)
- 20 giugno - Voltairine de Cleyre, anarchica e scrittrice statunitense (n. 1866)
- 20 giugno - Aleksandr Sergeevič Dolgorukov, politico e diplomatico russo (n. 1841)
- 22 giugno - Richard Andree, geografo tedesco (n. 1835)
- 22 giugno - Michel Frédérick, ciclista su strada svizzero (n. 1872)
- 24 giugno - George Stuart White, militare britannico (n. 1835)
- 25 giugno - Lawrence Alma-Tadema, pittore olandese (n. 1836)
- 25 giugno - Sarah Hopkins Bradford, scrittrice e storica statunitense (n. 1818)
- 28 giugno - Manuel Ferraz de Campos Sales, avvocato e politico brasiliano (n. 1842)
- 29 giugno - Nikolaj Nikolaevič Sapunov, pittore e scenografo russo (n. 1880)

## Luglio(30)
- 1º luglio - Harriet Quimby, aviatrice, giornalista e sceneggiatrice statunitense (n. 1875)
- 2 luglio - Fëdor Vasil'evič Dubasov, ammiraglio russo (n. 1845)
- 5 luglio - Ādolfs Alunāns, commediografo lettone (n. 1848)
- 6 luglio - Francesco Budassi, politico e avvocato italiano (n. 1852)
- 7 luglio - Arthur Hobrecht, politico tedesco (n. 1824)
- 7 luglio - Paul Kummer, micologo tedesco (n. 1834)
- 8 luglio - Robert Barrett Browning, pittore e scultore britannico (n. 1849)
- 8 luglio - Ferdinando Cesaroni, imprenditore e politico italiano (n. 1836)
- 10 luglio - Adolf Deucher, politico svizzero (n. 1831)
- 10 luglio - Nicola Guerrazzi, patriota e militare italiano (n. 1836)
- 10 luglio - Nikolaj Grigor'evič Stoletov, generale russo (n. 1834)
- 11 luglio - Ferdinand Monoyer, medico francese (n. 1836)
- 11 luglio - Vincenzo Ricci, ingegnere e politico italiano (n. 1851)
- 12 luglio - Ludwig Winter, botanico e architetto del paesaggio tedesco (n. 1846)
- 13 luglio - Marc-Emile Ruchet, politico svizzero (n. 1853)
- 14 luglio - Antonio Berti, pittore italiano (n. 1830)
- 15 luglio - Francisco Lázaro, maratoneta portoghese (n. 1891)
- 17 luglio - Bronisław Abramowicz, pittore polacco (n. 1837)
- 17 luglio - Henri Poincaré, matematico, fisico e filosofo francese (n. 1854)
- 19 luglio - Antonio Magini Coletti, baritono italiano (n. 1855)
- 20 luglio - Andrew Lang, scrittore e poeta britannico (n. 1844)
- 22 luglio - Charles Ostyn, operaio francese (n. 1823)
- 23 luglio - Eugénie Salanson, pittrice francese (n. 1836)
- 24 luglio - Emma Cons, pedagoga e impresaria teatrale britannica (n. 1838)
- 27 luglio - Maria Grazia Tarallo, religiosa italiana (n. 1866)
- 30 luglio - Anton Hubert Fischer, cardinale e arcivescovo cattolico tedesco (n. 1840)
- 30 luglio - Juan Gualberto González, politico paraguaiano (n. 1851)
- 30 luglio - Meiji, imperatore giapponese (n. 1852)
- 30 luglio - Edmund von Neusser, medico austriaco (n. 1852)
- 31 luglio - Allan Octavian Hume, politico e ornitologo britannico (n. 1829)

## Agosto(32)
- 2 agosto - Albert Ulrik Bååth, scrittore e poeta svedese (n. 1853)
- 3 agosto - Giulia Turco Turcati Lazzari, scrittrice italiana (n. 1848)
- 4 agosto - Otto Dumke, calciatore tedesco (n. 1887)
- 4 agosto - Antonio Jatta, agronomo e politico italiano (n. 1852)
- 6 agosto - Ernst Becker, astronomo tedesco (n. 1843)
- 6 agosto - Joseph Delattre, pittore francese (n. 1858)
- 6 agosto - Julio Herrera y Obes, politico uruguaiano (n. 1841)
- 7 agosto - François-Alphonse Forel, scienziato svizzero (n. 1841)
- 7 agosto - Franz Hartmann, teosofo e astrologo tedesco (n. 1838)
- 9 agosto - Candida Maria di Gesù, religiosa spagnola (n. 1845)
- 9 agosto - Alfred Wills, magistrato, scrittore e alpinista inglese (n. 1828)
- 10 agosto - Paul Wallot, architetto tedesco (n. 1841)
- 11 agosto - Aleksej Sergeevič Suvorin, editore, giornalista e scrittore russo (n. 1834)
- 11 agosto - Mauro Turrisi, imprenditore e politico italiano (n. 1856)
- 13 agosto - Octavia Hill, filantropa e attivista britannica (n. 1838)
- 13 agosto - Jules Massenet, compositore, pianista e organista francese (n. 1842)
- 14 agosto - Elisabetta di Sassonia, principessa tedesca (n. 1830)
- 15 agosto - Humphrey Owen Jones, alpinista e chimico inglese (n. 1878)
- 15 agosto - Pio Alberto del Corona, arcivescovo cattolico italiano (n. 1837)
- 16 agosto - Johann Martin Schleyer, glottoteta e presbitero tedesco (n. 1831)
- 17 agosto - Pietro Barilla, imprenditore italiano (n. 1845)
- 20 agosto - William Booth, predicatore inglese (n. 1829)
- 20 agosto - Luigi Giorgi, orafo, incisore e medaglista italiano (n. 1848)
- 20 agosto - József Samassa, cardinale e arcivescovo cattolico ungherese (n. 1828)
- 21 agosto - Alberto Cerruti, generale e politico italiano (n. 1840)
- 21 agosto - Felice Sismondo, militare e politico italiano (n. 1836)
- 23 agosto - Joseph Hürbin, storico e insegnante svizzero (n. 1863)
- 24 agosto - Carlo Chessa, pittore, incisore e illustratore italiano (n. 1855)
- 26 agosto - José María Velasco, pittore messicano (n. 1840)
- 29 agosto - Theodor Gomperz, storico e filosofo austriaco (n. 1832)
- 29 agosto - Heinrich von Calice, diplomatico e nobile austriaco (n. 1831)
- 31 agosto - Jean Decazes, velista francese (n. 1864)

## Settembre(29)
- 1º settembre - Napoleone Bertoglio Pisani, scrittore, storico e archeologo italiano (n. 1845)
- 1º settembre - Samuel Coleridge-Taylor, compositore e direttore d'orchestra britannico (n. 1875)
- 1º settembre - Giuseppe Ricca Salerno, economista italiano (n. 1849)
- 2 settembre - Carlo Cavanenghi, dirigente sportivo italiano (n. 1859)
- 3 settembre - Roberto Guastalla, pittore italiano (n. 1855)
- 3 settembre - Percival Parr, calciatore inglese (n. 1859)
- 3 settembre - Josephine Silone Yates, docente, scrittrice e oratrice statunitense (n. 1859)
- 5 settembre - August Cramer, psichiatra tedesco (n. 1860)
- 5 settembre - Arthur MacArthur, generale e politico statunitense (n. 1845)
- 7 settembre - Antonietta Fricci, soprano e mezzosoprano austriaco (n. 1840)
- 7 settembre - Martin Kähler, teologo e biblista tedesco (n. 1835)
- 9 settembre - Jaroslav Vrchlický, poeta, critico letterario e editore ceco (n. 1853)
- 12 settembre - José Inocencio Arias, militare e politico argentino (n. 1846)
- 12 settembre - Pierre-Hector Coullié, cardinale e arcivescovo cattolico francese (n. 1829)
- 12 settembre - Henri-Alexandre Danlos, dermatologo francese (n. 1844)
- 12 settembre - Georg Geyer, pittore austriaco (n. 1823)
- 13 settembre - Victor Jouët, presbitero francese (n. 1839)
- 13 settembre - Nogi Maresuke, militare e politico giapponese (n. 1849)
- 17 settembre - Charles Bilot, calciatore francese (n. 1883)
- 22 settembre - Louis Napoléon Murat, cavaliere francese (n. 1851)
- 22 settembre - Orazio Orazi, pittore e presbitero italiano (n. 1848)
- 23 settembre - Maria Teresa di Borbone-Spagna, nobile spagnola (n. 1882)
- 23 settembre - Francesco Giuseppe in Baviera, principe tedesco (n. 1888)
- 24 settembre - Adolf Marschall von Bieberstein, politico tedesco (n. 1842)
- 24 settembre - Giovanni Battista Ceirano, imprenditore italiano (n. 1860)
- 26 settembre - Charles Voisin, pioniere dell'aviazione francese (n. 1882)
- 28 settembre - Rüdiger von Biegeleben, diplomatico e nobile austriaco (n. 1847)
- 29 settembre - Franz Skutsch, filologo classico e linguista tedesco (n. 1865)
- 30 settembre - George Blake, allenatore di calcio e calciatore inglese (n. 1862)

## Ottobre(24)
- 2 ottobre - Jan Beyzym, presbitero polacco (n. 1850)
- 2 ottobre - Giuseppe Vaccaj, pittore e politico italiano (n. 1836)
- 3 ottobre - Gennaro Orlando, storico e commediografo italiano (n. 1844)
- 3 ottobre - Carlo Tiochet, paroliere e scrittore italiano (n. 1863)
- 4 ottobre - Augustin Mouchot, inventore francese (n. 1825)
- 5 ottobre - Lewis Boss, astronomo statunitense (n. 1846)
- 6 ottobre - Auguste Beernaert, politico belga (n. 1829)
- 6 ottobre - William A. Peffer, politico statunitense (n. 1831)
- 11 ottobre - Tommaso Terrinoni, presbitero italiano (n. 1840)
- 13 ottobre - Evaristo Carriego, poeta argentino (n. 1883)
- 15 ottobre - Enrico Cobioni, aviatore svizzero (n. 1881)
- 19 ottobre - Severino Casana, ingegnere e politico italiano (n. 1842)
- 19 ottobre - Maria Spelterini, circense italiana (n. 1853)
- 21 ottobre - Robert Barr, romanziere britannico (n. 1849)
- 21 ottobre - Edward Clarke, pastore protestante britannico (n. 1820)
- 22 ottobre - Wilhelm Ebstein, medico tedesco (n. 1836)
- 22 ottobre - Joaquim Malats, compositore e pianista spagnolo (n. 1872)
- 24 ottobre - Pierre Berton, attore e commediografo francese (n. 1842)
- 24 ottobre - Maria Gabriella in Baviera, principessa tedesca (n. 1878)
- 25 ottobre - Pëtr Ivanovič Ščukin, collezionista d'arte russo (n. 1853)
- 26 ottobre - Henry B. Carrington, militare statunitense (n. 1824)
- 29 ottobre - Roberto Paganini, politico italiano (n. 1849)
- 30 ottobre - James S. Sherman, politico statunitense (n. 1855)
- 31 ottobre - Athanasios Papadopoulos-Kerameus, bizantinista e filologo greco (n. 1856)

## Novembre(34)
- 2 novembre - Dmitrij Mamin-Sibirjak, scrittore russo (n. 1852)
- 3 novembre - John Grün, circense lussemburghese (n. 1868)
- 6 novembre - Mykola Vіtalіjovyč Lysenko, compositore, pianista e direttore d'orchestra ucraino (n. 1842)
- 9 novembre - Mahuta Tāwhiao, sovrano neozelandese
- 9 novembre - Théodore Rivière, scultore francese (n. 1857)
- 10 novembre - Riccardo Antoniazzi, liutaio italiano (n. 1853)
- 10 novembre - Ramón Corral, politico e generale messicano (n. 1854)
- 10 novembre - Julius Wayland, politico e giornalista statunitense (n. 1854)
- 11 novembre - Józef Wieniawski, pianista e compositore polacco (n. 1837)
- 12 novembre - José Canalejas Méndez, politico spagnolo (n. 1854)
- 12 novembre - William Robinson Clark, presbitero e teologo britannico (n. 1829)
- 13 novembre - Teréza Nováková, scrittrice, editrice e etnografa ceca (n. 1853)
- 14 novembre - Alfonso Capecelatro, cardinale e arcivescovo cattolico italiano (n. 1824)
- 14 novembre - Hilda Käkikoski, politica, scrittrice e docente finlandese (n. 1864)
- 16 novembre - Augusto Peiroleri, diplomatico e politico italiano (n. 1831)
- 16 novembre - Otto von Walterskirchen, diplomatico e nobile austriaco (n. 1833)
- 16 novembre - Oscar le Pin, scrittore svizzero (n. 1838)
- 17 novembre - Richard Norman Shaw, architetto scozzese (n. 1831)
- 17 novembre - Joseph M. Terrell, politico statunitense (n. 1861)
- 19 novembre - Louis Goulven Prat, ammiraglio francese (n. 1858)
- 21 novembre - Luigi Marino, filosofo, storico e letterato italiano (n. 1847)
- 21 novembre - Máximo Tajes, politico uruguaiano (n. 1852)
- 22 novembre - Otto Lessing, scultore tedesco (n. 1846)
- 22 novembre - Carl Heinrich Florenz Müller, imprenditore tedesco (n. 1845)
- 23 novembre - Charles Bourseul, inventore francese (n. 1829)
- 24 novembre - Björn Jónsson, politico islandese (n. 1846)
- 25 novembre - Enrico Annibale Butti, scrittore e drammaturgo italiano (n. 1868)
- 25 novembre - Edward Moss, imprenditore britannico (n. 1852)
- 26 novembre - Gioacchino III di Costantinopoli, arcivescovo ortodosso ottomano (n. 1834)
- 26 novembre - Maria di Hohenzollern-Sigmaringen, principessa (n. 1845)
- 27 novembre - Jules Cazot, politico e magistrato francese (n. 1821)
- 28 novembre - Otto Brahm, critico letterario, storico della letteratura e regista teatrale tedesco (n. 1856)
- 28 novembre - Edoardo Giraud, attore e commediografo italiano (n. 1839)
- 30 novembre - Richard Carl Meister, linguista tedesco (n. 1848)

## Dicembre(34)
- 2 dicembre - Giovanni Barcia, vescovo cattolico italiano (n. 1829)
- 2 dicembre - Eben Jenks Loomis, astronomo statunitense (n. 1828)
- 2 dicembre - Kawasaki Shōzō, imprenditore e armatore giapponese (n. 1837)
- 4 dicembre - Archibald Gracie IV, scrittore statunitense (n. 1859)
- 6 dicembre - Ion Mincu, architetto, ingegnere e insegnante romeno (n. 1852)
- 7 dicembre - Diomede Bonamici, medico e letterato italiano (n. 1823)
- 7 dicembre - George Darwin, astronomo e matematico britannico (n. 1845)
- 8 dicembre - Ludolf von Alvensleben, generale tedesco (n. 1844)
- 9 dicembre - Francesco Curci, imprenditore e editore italiano (n. 1823)
- 9 dicembre - Carl Justi, storico dell'arte tedesco (n. 1832)
- 10 dicembre - Román Ongpin, imprenditore filippino (n. 1847)
- 11 dicembre - Margarete Traube, chimica e attivista tedesca (n. 1856)
- 12 dicembre - Vigilio Inama, grecista, storico e epigrafista italiano (n. 1835)
- 12 dicembre - Luitpold di Baviera, principe tedesco (n. 1821)
- 13 dicembre - Vital Aza, commediografo e giornalista spagnolo (n. 1851)
- 13 dicembre - Antonio Ermolao Paoletti, pittore italiano (n. 1834)
- 13 dicembre - Franz Simandl, contrabbassista e pedagogista ceco (n. 1840)
- 15 dicembre - Whitelaw Reid, giornalista statunitense (n. 1837)
- 16 dicembre - Federico Bonola, patriota e esploratore italiano (n. 1839)
- 16 dicembre - Alfredo Edel, pittore, costumista e illustratore italiano (n. 1856)
- 17 dicembre - Spiru Haret, astronomo, politico e matematico rumeno (n. 1851)
- 21 dicembre - Agnes Leclerc Joy, militare e infermiera statunitense (n. 1844)
- 21 dicembre - Émile Lemoine, matematico francese (n. 1840)
- 23 dicembre - Édouard Detaille, pittore francese (n. 1848)
- 26 dicembre - Pietro Lacava, politico italiano (n. 1835)
- 27 dicembre - Ugo Assereto, militare, storico e letterato italiano (n. 1838)
- 27 dicembre - Giovanni Battista Flapp, vescovo cattolico italiano (n. 1845)
- 27 dicembre - Carl Schweninger il Giovane, pittore austriaco (n. 1854)
- 29 dicembre - Ernest Callot, dirigente sportivo e traduttore francese (n. 1840)
- 29 dicembre - Emilio Ponzio Vaglia, generale e politico italiano (n. 1831)
- 30 dicembre - Alfred von Kiderlen-Waechter, politico e diplomatico tedesco (n. 1852)
- 30 dicembre - Diodato Lioy, giurista e giornalista italiano (n. 1830)
- 30 dicembre - Filomeno Padula, patriota e politico italiano (n. 1836)
- 30 dicembre - Sofia di Nassau, regina tedesca (n. 1836)

## Senza giorno specificato(41)
- Abdurrahman Nureddin Pascià, politico ottomano (n. 1833)
- Mohamed Amezian, condottiero berbero
- Jakob Amsler-Laffon, matematico svizzero (n. 1823)
- José Arechavaleta, naturalista spagnolo (n. 1838)
- Georges Arnold, architetto e attivista francese (n. 1837)
- Paul Marcellin Berthier, pittore e fotografo francese (n. 1822)
- Giovanni Biasin, pittore e decoratore italiano (n. 1835)
- Amatus Van der Biest-Andelhof, medico e esperantista belga (n. 1850)
- Augusto Bucchia, generale e politico italiano (n. 1844)
- Fortunato Crostarosa, militare italiano (n. 1830)
- Gaetano Di Giovanni, storico e politico italiano (n. 1831)
- William Elcoat, allenatore di calcio britannico (n. 1859)
- Paul Guillaume Farges, botanico e missionario francese (n. 1844)
- Emma Gaggiotti Richards, pittrice italiana (n. 1825)
- Paul Gordan, matematico tedesco (n. 1837)
- Rudolf Hoernes, geologo austriaco (n. 1850)
- Hermann Kern, pittore austro-ungarico (n. 1838)
- Alphonse Lemerre, editore e scrittore francese (n. 1838)
- Francesco Lurani Cernuschi, alpinista, esploratore e musicologo italiano (n. 1857)
- Raffaele Mariano, filosofo e storico italiano (n. 1840)
- Justin McCarthy, letterato irlandese (n. 1830)
- Giovanni Meneguzzo, paleontologo italiano (n. 1831)
- Charles Metcalfe, generale britannico (n. 1856)
- Ahmed Midhat, scrittore turco (n. 1844)
- Alice Morrissey, politica e attivista britannica
- Paul Parquet, profumiere francese (n. 1862)
- Oreste Ruggeri, imprenditore italiano (n. 1857)
- Augusto Ruspoli Ottoboni, VIII duca di Fiano, nobile italiano (n. 1880)
- Luigi Santamaria, insegnante italiano (n. 1835)
- Friedrich Julius Schilsky, entomologo tedesco (n. 1848)
- Walter William Skeat, filologo britannico (n. 1835)
- Edmondo Solmi, storico e storico della filosofia italiano (n. 1874)
- Pietro Spangaro Jr., medico e patriota italiano (n. 1836)
- Emil Stang, politico norvegese (n. 1834)
- Edward O'Connor Terry, attore teatrale britannico (n. 1844)
- Chikanobu, pittore giapponese (n. 1838)
- Vincenzo Trigona, marchese di Canicarao, nobile e politico italiano (n. 1829)
- Carlo Tuzzi, paroliere e scrittore italiano (n. 1863)
- Butti bin Sohail Al Maktum, sovrano emiratino (n. 1851)
- Tahnoun bin Zayed Al Nahyan, sovrano emiratino (n. 1857)
- José Paranhos, barone di Rio Branco, politico, geografo e diplomatico brasiliano (n. 1845)